# Мученики сентября
Мученики сентября (фр. Martyrs de Septembre, также фр. Martyrs des Carmes — мученики монастыря кармелитов) — группа католических блаженных мучеников, пострадавших 2—3 сентября 1792 года в ходе массовых расправ, учинённых в ходе Французской революции 1789—1794 гг. К этой группе относится 191 человек, в том числе 3 епископа, 127 секулярных (не монашествующих) священника (в том числе 86 — Парижского архидиоцеза), 56 монашествующих и 5 мирян. Основная часть из них содержалась и была убита в тюрьме, в которую был превращён монастырь кармелитов на территории современного VI округа Парижа, другие — в тюрьме при аббатстве Сен-Жермен, семинарии Сен-Фирмен и тюрьме Ля-Форс. 
Причина, по которой эти лица были подвергнуты преследованиям, состояла в неприятии ими гражданского устройства духовенства, переподчинявшего его светским властям, и отказ присягнуть на верность революционной конституции. 
Епископы:
- Jean-Marie du Lau d’Allemans, архиепископ Арля
- François-Joseph de La Rochefoucauld-Bayers, епископ Бовэ
- Pierre-Louis de La Rochefoucauld-Bayers, епископ Сента, брат предыдущего

## Прославление
Декрет о мученичестве этой группы был подписал Папой Пием XI 1 октября 1926 года, беатификация состоялась 17 октября 1926 года. Дни памяти установлены индивидуально, 2 или 3 сентября. 